# Nostang
Nostang (en bretó Lostenk) és un municipi francès, situat a la regió de Bretanya, al departament d'Ar Mor-Bihan. L'any 2006 tenia 1.216 habitants.

## Demografia
| 1962                                       | 1968 | 1975 | 1982 | 1990  | 1999  |  |
| ------------------------------------------ | ---- | ---- | ---- | ----- | ----- |  |
| 720                                        | 763  | 733  | 829  | 1.050 | 1.088 |  |
| Des de 1962: població sense dobles comptes |      |      |      |       |       |  |

## Administració
| Període   | Identitat           | Partit |
| --------- | ------------------- | ------ |
| 2001-2008 | Robert Juhel        |        |
| 2008-     | Jean-Pierre Gourden |        |